# The Minch
Pour les articles homonymes, voir Minch (homonymie).
Ne doit pas être confondu avec The Little Minch.
The Minch, en écossais An Cuan Sgìth ou Cuan na Hearadh, également appelé en anglais The North Minch, en français « Minch du Nord », est un bras de mer situé dans le Nord-Ouest de l'Écosse.

## Géographie
Il sépare les Highlands de l'île de Lewis et Harris dans les Hébrides extérieures. La baie est ouverte sur l'océan Atlantique au nord et communique avec la mer des Hébrides au sud par un détroit, The Little Minch. The Minch mesure 30 à 70 kilomètres en largeur pour environ 110 kilomètres de longueur tandis que The Lower Minch mesure 25 kilomètres de largeur. Des ferrys de la compagnie Caledonian MacBrayne assurent des liaisons maritimes entre les différentes îles transitant par The Minch.

## Aménagement
Le Minch Project est la concrétisation de la collaboration des councils area des Hébrides extérieures et des Highland ainsi que du NatureScot qui se traduit par la réduction des déchets, de la pollution, engendrée notamment par une importante route maritime via la mer des Hébrides, et de l'érosion ainsi que la promotion du tourisme, en particulier des safaris comme l'observation des dauphins.

Carte maritime de 1849 de The Minch, appelé ici « North Minch ».